# کولن-رایسیک
کولن-رایسیک (به آلمانی: Kölln-Reisiek) یک شهر در آلمان است که در Pinneberg واقع شده‌است. کولن-رایسیک ۳٬۲۰۹ نفر جمعیت دارد.